# Mottes castrales de Saint-Oradoux-de-Chirouze
Trois mottes castrales sont situées sur la commune de Saint-Oradoux-de-Chirouze (France).

## Localisation
Les trois mottes castrales sont situées au lieu-dit les Mottes, sur la commune de Saint-Oradoux-de-Chirouze, à trois kilomètres au sud-sud-ouest du bourg, dans le sud du département de la Creuse, en région Nouvelle-Aquitaine.

## Galerie

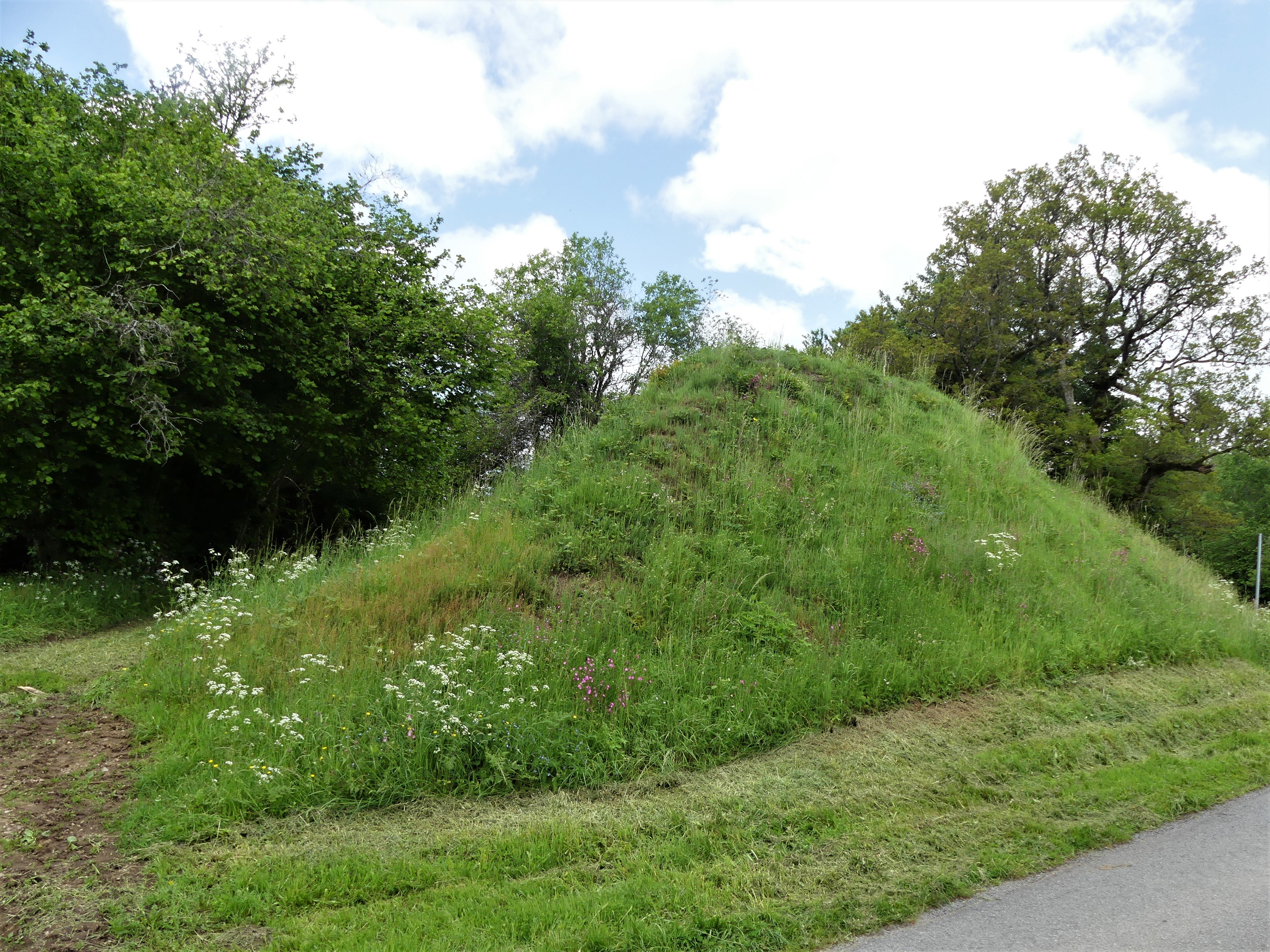
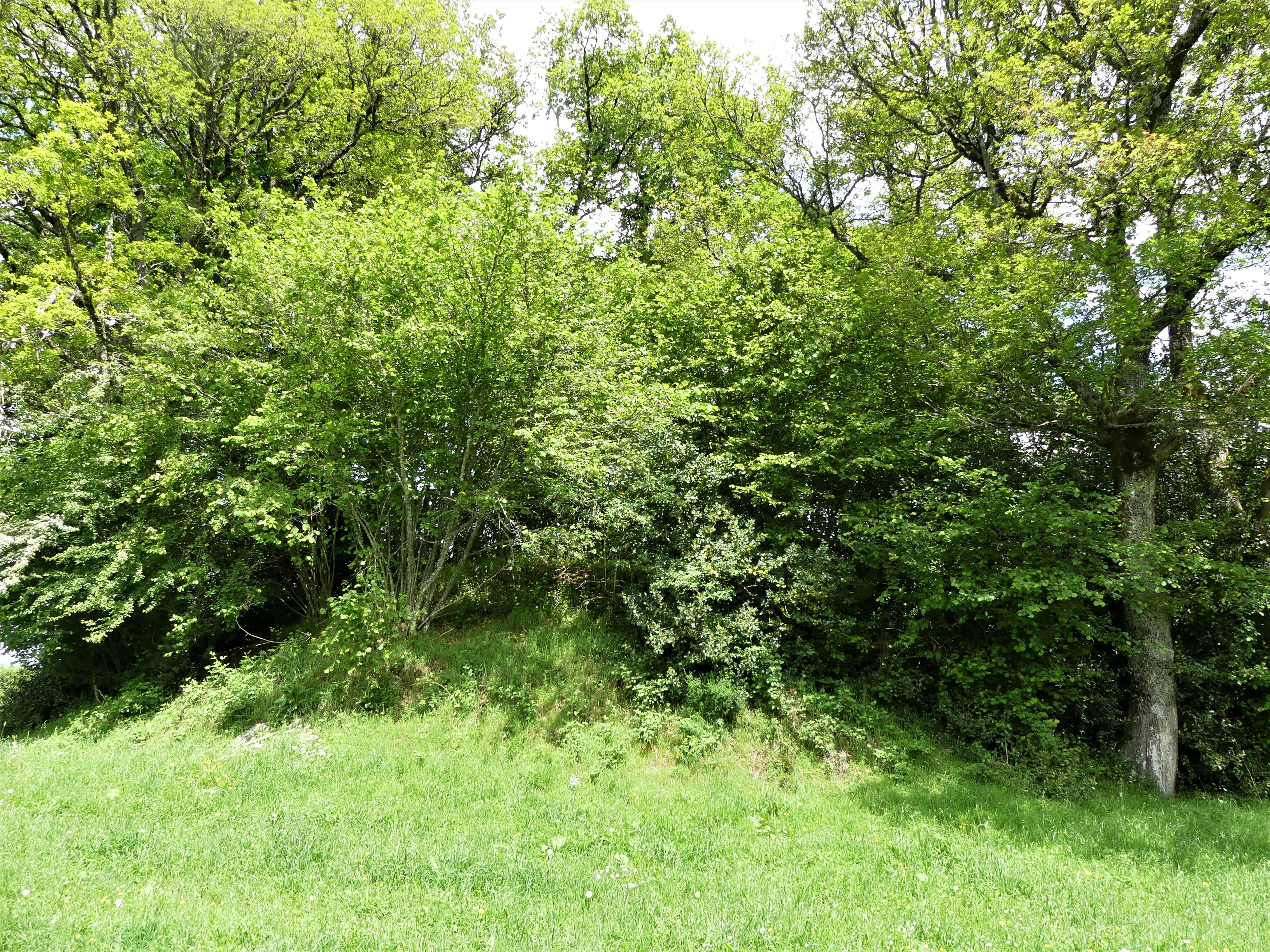
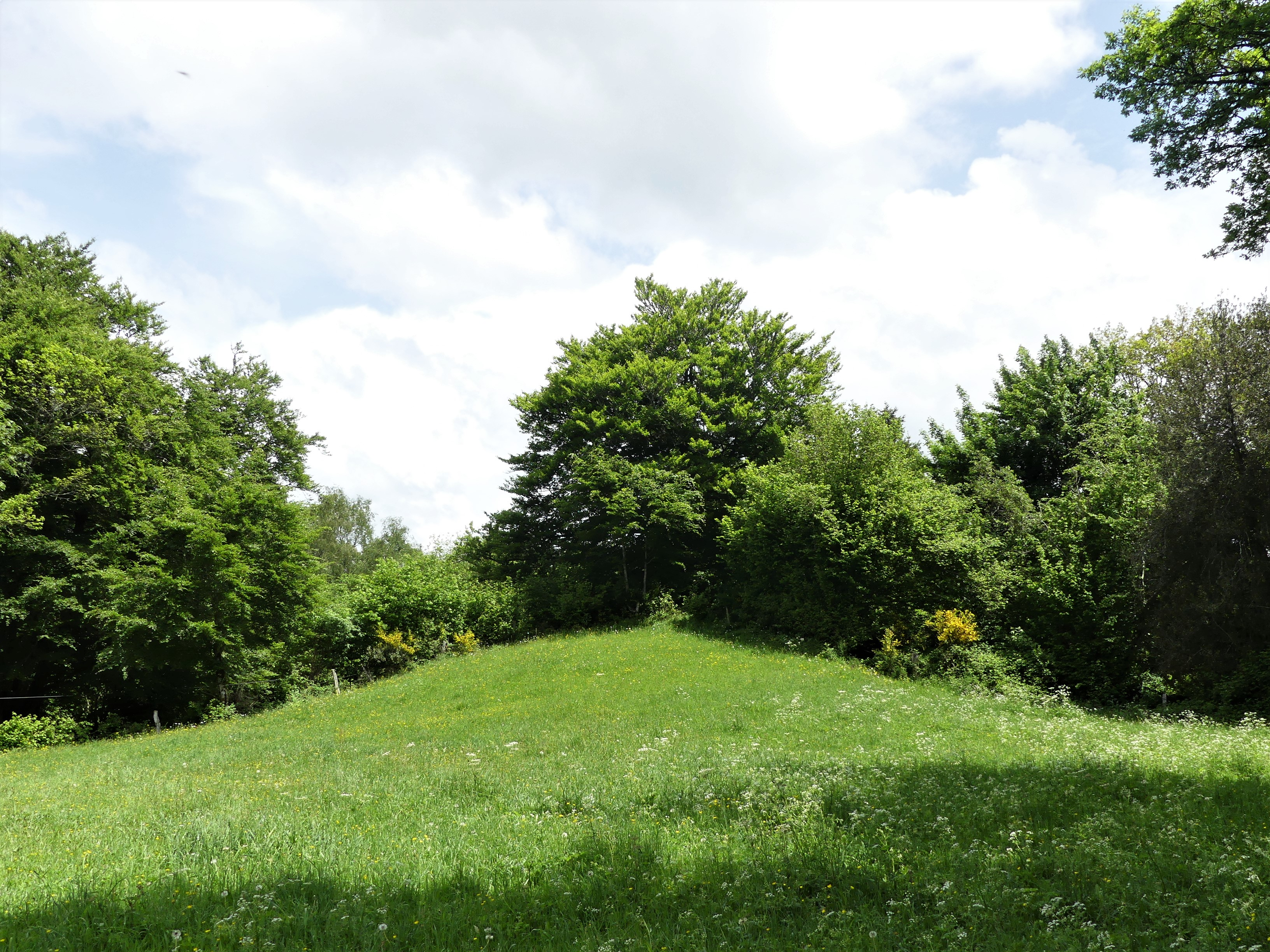
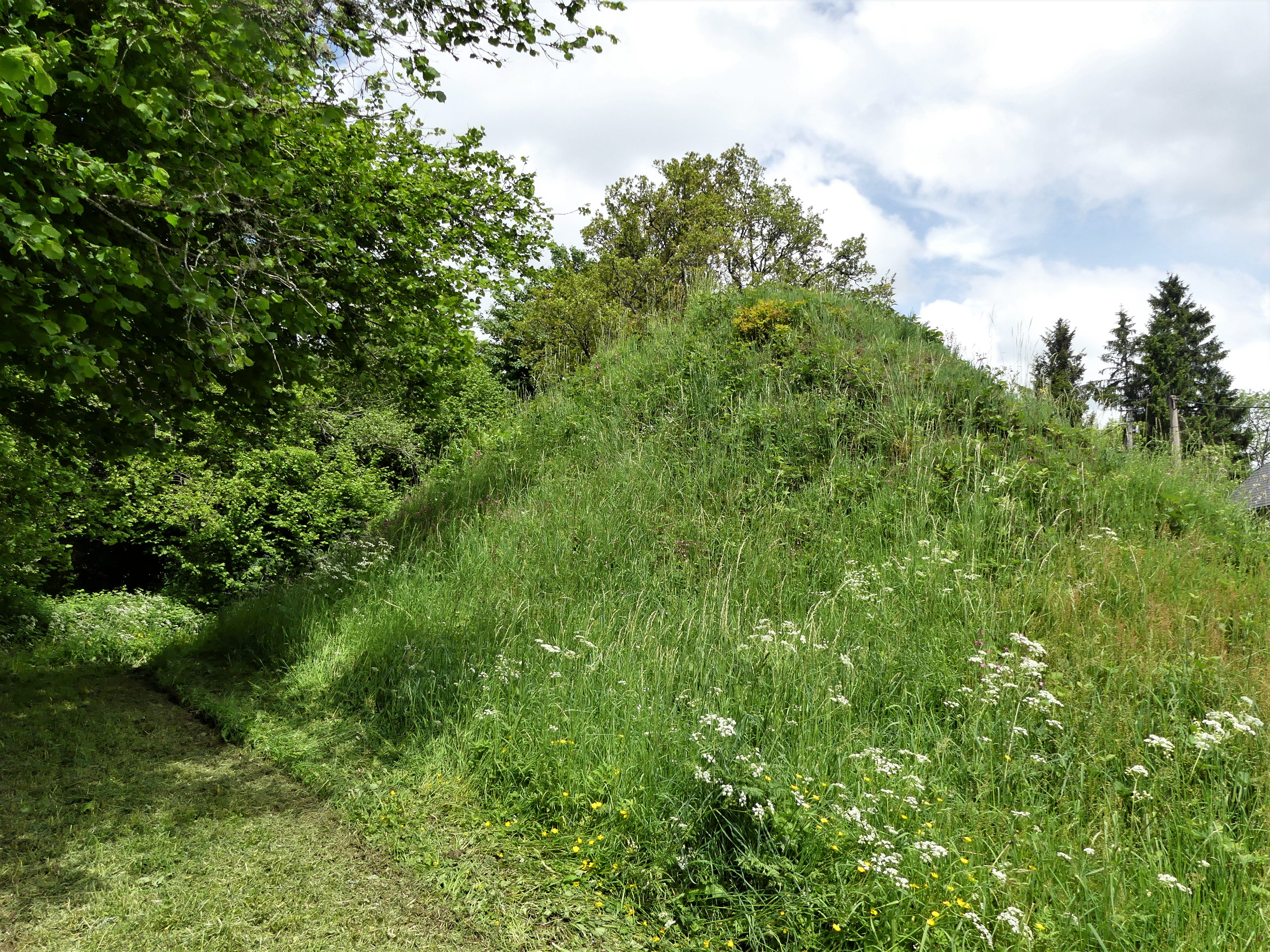
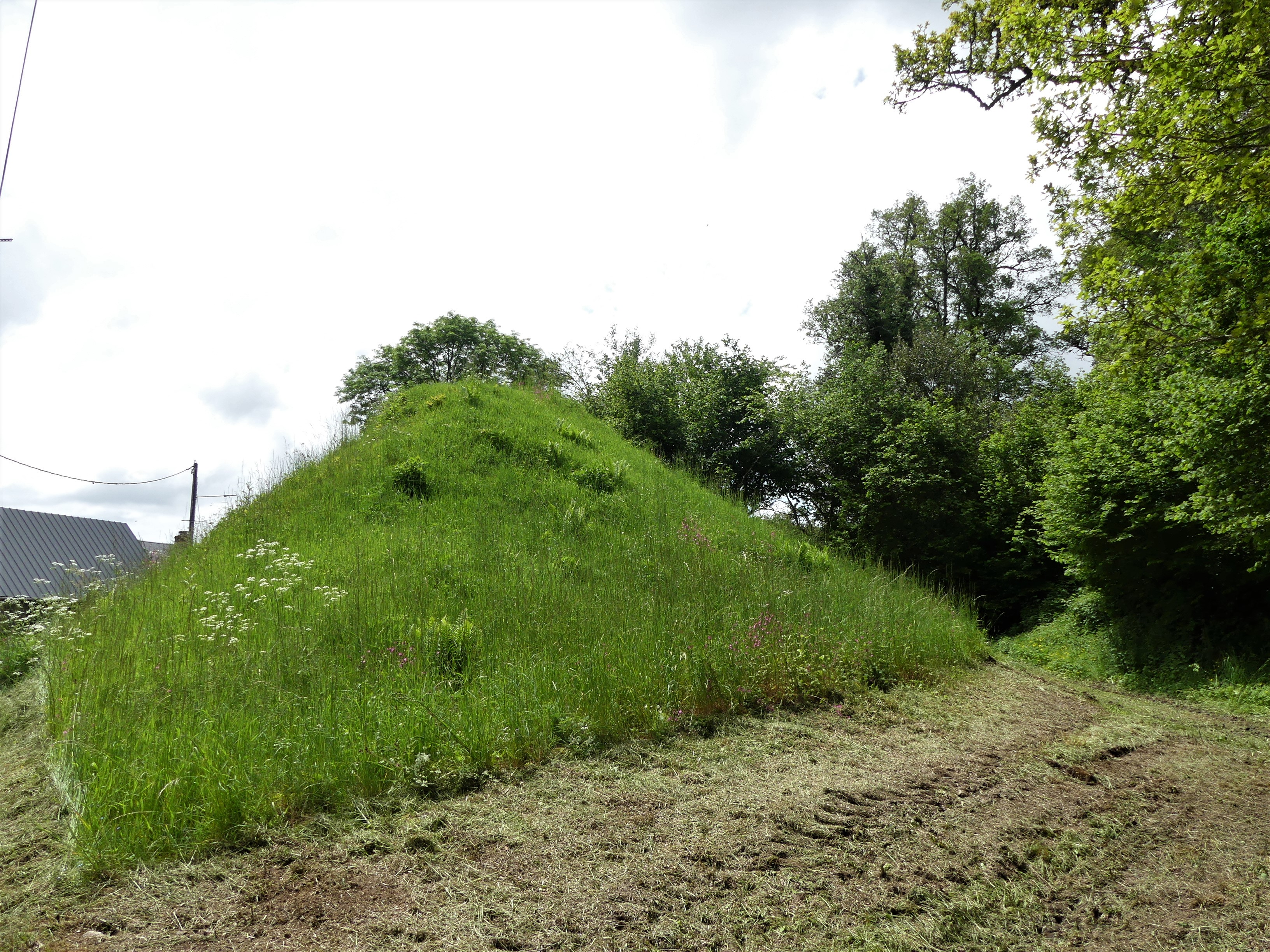

## Description
Ensemble des trois mottes castrales et de leurs basses-cours attenantes.

## Histoire
Les trois mottes castrales et leurs basses-cours attenantes sont inscrites au titre des monuments historiques par arrêté du 1er février 1993.